# Nowe Miasto
Nowe Miasto è un comune rurale polacco del distretto di Płońsk, nel voivodato della Masovia.
Ricopre una superficie di 118,35 km² e nel 2004 contava 4 786 abitanti.